# Klaus von Eickstedt
Emil Balduin Klaus von Eickstedt (* 7. April 1891 in Charlottenburg; † 27. November 1980 in Göttingen) war ein deutscher Agrarfunktionär und Politiker. Er war u. a. führender Funktionär des Pommerschen Landbundes, stellvertretender Bürgermeister von Göttingen und Abgeordneter im Niedersächsischen Landtag.

## Leben und Tätigkeit
Klaus entstammte dem pommerschen Adelsgeschlecht von Eickstedt. Er war ein Sohn des deutschen Admirals Rudolf von Eickstedt (1852–1925) und dessen zweiten Ehefrau Hedwig, geborene Rassow (* 1861), verwitwete Wünsche.
Eickstedt trat nach dem Besuch des Gymnasiums in Charlottenburg am 16. März 1910 in das 1. Garde-Regiment zu Fuß der Preußischen Armee ein und avancierte am 18. August 1911 mit Patent vom 20. August 1909 zum Leutnant. Während des Ersten Weltkriegs war er u. a. Adjutant des Generalmajors von Wrisberg und wurde nach zweimaliger Verwundung Adjutant des Kriegsministers.
In den Nachkriegsjahren studierte Eickstedt Volkswirtschaft in Berlin und Rostock. Er schloss seine Ausbildung mit der Promotion zum Dr. rer. pol. ab.
1922 wurde Eickstedt Mitglied des Direktoriums des Pommerschen Landbundes, einer der wichtigsten Organisationen zur Interessenvertretung der Landwirtschaft in der Zeit der Weimarer Republik. Sitz des Pommerschen Landbundes war Stettin. Eickstedt wurde schließlich zum Geschäftsführer des Landbundes ernannt, eine Stellung, die er bis zu dessen Auflösung innehatte. Als Oberlandwirtschaftsrat trat Eickstedt in den folgenden Jahren zudem mit verschiedenen wirtschaftspolitischen Publikationen an die Öffentlichkeit. Daneben war er Mitglied des Deutschen Herrenklubs.
1933 wurde Eickstedt zum Beauftragten des Reichskommissars für die Milchwirtschaft ernannt. Nach der Umorganisation des Milchwesens wurde er Geschäftsführer des Milchwirtschaftsverbandes Ostsee und Stabsleiter der Hauptabteilung III bei der Landesbauernschaft Pommern.
Im Zweiten Weltkrieg wurde Eickstedt zunächst zum Oberkriegsverwaltungsrat ernannt. 1941 war er Landesstabsleiter und Oberlandwirtschaftsrat im Reichsnährstand. Später gehörte er als Major der Reserve dem Generalstab des Heeres im Stab des Generalquartiermeisters an.
1946 ließ Eickstedt sich als Flüchtling in Göttingen nieder. Hier widmete er sich dem Aufbau der Männerarbeit der evangelischen Kirche in Süd-Hannover um dann das Evangelische Hilfswerk und die Innere Mission in diesem Bereich zu übernehmen. Durch seine Initiative entstand 1947 das Heimkehrerkrankenhaus Röhns mit 200 Betten, aus dem 1950 das Evangelische Krankenhaus Göttingen-Weende entstand.
In den 1950er Jahren war Eickstedt dann noch Ratsherr und stellvertretender Bürgermeister in Göttingen, Kreisvorsitzender der CDU in Göttingen sowie Abgeordneter des Niedersächsischen Landtages.
Eine Tante von Eickstedt war die SPD-Politikerin Ehrengard Schramm.

## Schriften
- Die wirtschaftsfriedliche Arbeiterbewegung in der Industrie vor dem Novembersturz und die in der Landwirtschaft (Ein Vergleich). Rostock 1922.
- Christus unter Internierten. Neuendettelsau 1948.